# Hultagöl (Asa socken, Småland, 634042-143305)
Hultagöl är en sjö i Växjö kommun i Småland och ingår i Mörrumsåns huvudavrinningsområde.